# IC 2662
IC 2662 је ознака објекта на координатама са ректансцензијом 11h 15m 30,7s и деклинацијом + 12° 46" 15'. Открио га је Макс Волф, 27. марта 1906. Каснијим посматрањима на том положају није уочен никакав астрономски објекат.